# Ca$ual
Ca$ual är en roman av den ryska glamourförfattaren Oxana Robski. Utgavs 2006 på svenska av förlaget Fabulera AB.
I inledningen av Ca$ual kommer huvudpersonen på sin otrogne man, Sergej. Strax därefter blir han mördad och älskarinnan dyker upp vid huvudpersonens dörr och säger att hon bär på Sergejs barn. Hon behöver hjälp, ekonomiskt. Det här blir upptakten till huvudpersonens kamp för sin självständighet. Hon lejer en torped för att hämnas mannens död (”alla” känner någon sådan i Moskva, säger Robski) och startar ett företag, som till en början är framgångsrikt. Men det vore ju inte Ryssland om hon inte skulle få problem med myndigheterna – denna gång i form av maskerade skattepoliser som tycker att även de borde få ta del av framgången. Med företaget kämpar hon i männens värld där hot, våld och svek är vardagsmat, samtidigt som hon gör allt för att försöka hålla jämna steg med väninnornas vardagsglamour. 
Berättelsen om kvinnorna i Rubljovka har klara övertoner av Sex and the city och Desperate housewives, fast skruvat åt det mer extrema hållet. Alla kvinnorna, utom huvudpersonen, är beroende av mannens/älskarens goda vilja och plånbok. De oroar sig för att bli lämnade och gör allt vad som krävs för att fortsätta vara attraktiva. Vid en något blöt middag på en restaurang konstaterar de tolv närvarande kvinnorna, alla 30+, att de tillsammans har genomgått 17 olika skönhetsoperationer. Skönhet och graviditet är deras styrka och vapen. Begreppet lyxhustru får i Ca$ual en riktigt obehaglig klang.